# Nadjem Lens Annab
Nadjem Lens Annab, également connu sous le nom de Lens Annab, est un footballeur belge d'origine algérienne (chaouis) né le 20 juillet 1988 à Maaseik en Belgique et évoluant à l'AS Verbroedering Geel.

## Famille
Son père est Chaouis de Merouana dans les Aurès, et sa  mère est originaire de la wilaya de Batna également des Aurès.

## Carrière

### Futsal
Lens Annab s'est d'abord fait un nom dans le milieu du football via ses performances en football freestyle avant de devenir joueur de futsal pendant deux ans dont tous les médias belges parlaient.

### Clubs
À la suite de ces deux années de futsal, Lens Annab est repéré par un club de troisième provinciale (le septième niveau hiérarchique belge), le club d'Eisden Sport.
En 2008, Lens Annab obtient un essai au club du KVC Westerlo puis y signe un contrat en avril 2008 au titre de réserviste. En décembre 2009, il est intégré au groupe professionnel du club.
Entretemps, avant de rejoindre le club du KVC Westerlo, Nadjem Lens Annab a eu plusieurs touches avec d'autres clubs belges notamment K Saint-Trond VV, club de D1 belge et également auprès de certains clubs de D2 hollandaise.
Lens Annab joue son premier match de première division belge face au Royal Excelsior Mouscron le 12 septembre 2009, qui se solde par une victoire.
Lorsque le club est relégué en Division 2 en mai 2012, il part pour l'Algérie et rejoint l'ES Sétif. Il y joue six mois puis revient en Belgique en janvier 2013, au K Lierse SK. Durant l'été 2014, il rejoint l'AS Verbroedering Geel, en deuxième division belge.

### Sélection nationale
Lens Annab n'a pas encore évolué pour une sélection nationale. Né en Belgique et d'origine algérienne, il a le choix entre les deux sélections. Lors de la préparation pour la Coupe du monde de football 2010, Rabah Saadane s'intéressait déjà à lui mais ne l'a pas sélectionné.

## Palmarès

### KVC Westerlo
- Finaliste de la Coupe de Belgique de football 2010-2011[6]

## Origine
Né en Belgique, Lens Annab est berbère chaoui d'origine. Son père est chaoui de Merouana tandis que sa mère est chaouia également de la Wilaya de Batna. Il a deux frères et une petite sœur.

## Profil et statistiques
Lens Annab évolue au poste de meneur de jeu voire milieu relayeur.
Lors du Championnat de Belgique de football 2009-2010, Lens Annab dispute 23 matches pour un but marqué ainsi que 7 matches de Coupe de Belgique de football 2009-2010 pour 2 buts marqués, soit un total de 30 matchs disputés pour la saison 2009-2010,,. 
Pour la saison 2010-2011, Championnat de Belgique de football 2010-2011, Lens Annab a joué 26 matchs pour un but marqué et en Coupe de Belgique de football 2010-2011, il a disputé 14 matchs pour 2 buts marqués soit 40 matchs jusqu'à présent,.